# Dormaa District
Der Dormaa District war ein Distrikt in Ghana. Er lag im Zentrum Ghanas in der 2018 aufgelösten Brong-Ahafo Region und grenzte an die Distrikte Asunafo North, Asutifi, Sunyani Municipal, Berekum und Jaman South in derselben Region. Ferner grenzte er an den Nachbarstaat Elfenbeinküste. Chief Exekutive über den 2208 km² großen Distrikt mit ca. 150.229 Einwohnern (2002) war Ben Anane Asamoah mit dem Sitz in der Distrikthauptstadt Dormaa Ahenkro. 2006 wurde der Distrikt in die Distrikte Dormaa East, Dormaa West und den Dormaa Municipal District aufgeteilt, die seit 2019 zur Bono Region gehören.

## Geographie
Der Distrikt hatte 150.229 Einwohner auf einer Fläche von 2208 km² (Stand: 2002) und lag auf einer Höhe zwischen 180 und 375 Metern über dem Meeresspiegel. Das Gebiet um Asunsu im Nordwesten erreichte die höchsten Erhebungen. Hier lag das Pamu-Berekum Forest Reserve. Auf einer Höhe zwischen 240 und 300 Metern lagen die Städte Dormaa Ahenkro, Gonokrom, Wamfie und Biaso. Der Distrikt wurde durch eine Vielzahl kleinerer Flüsse und Bäche entwässert, die in Richtung Nord-Süd flossen. Die bekanntesten Flüsse waren Bia, Nkasapim und Pamu.
Im Jahresdurchschnitt fielen zwischen 1250 und 1750 mm Regen, so dass ein großer Teil des Distrikts mit dichtem Regenwald bewachsen war. Zwischen Mai und Juni war eine Regenzeit, eine zweite Regenzeit fand zwischen September und Oktober statt. Im äußersten Nordosten an der Grenze zum Sunyani Municipal District und Asutifi District war beinahe unberührter Regenwald erhalten geblieben, der in insgesamt drei Waldschutzreservaten geschützt wurde. Der Mpameso Forest Reserve erstreckte sich auf einer Fläche von 197,67 km², das Pamu-Berekum Forest Reserve war auf einer Fläche von 116,80 km² und das Tain II Forest reserve auf 297,6 km² gelegen.
Das Mpameso Forest Reserve lag im Süden des Distrikts, Pamu-Berekum im Nordwesten und Tain II im Westen des Distrikts.

## Bevölkerung
Weit überwiegend gehörte die Bevölkerung zu 97 Prozent zum Volk der Brong. Ein Prozent stammte von den Völkern aus dem Norden Ghanas ab und weitere zwei Prozent waren sonstige Ethnien. Die verbreitetste Sprache war Abron.
Traditionell hatte der Dormaanamhene die Herrschaft (Chieftancy) im  Distrikt inne als Paramount Chief (Oberhäuptling). Ihm unterstellt waren traditionell die kleineren Herrscher wie Aduanahene, Gyasehene, Ankobeahene, Dompimhene, Krontithene, (Mansehene), Kyidomhene, Benkum und Nifahene. Amtierender Dormaanamehe war zuletzt Oseadeayo Nana Agyemang Badu II, Königinmutter mit einer traditionell wichtigen Stellung war Nana Akosua Fiema Juaben.
Die Bevölkerung im Dormaa District wuchs zwischen 1960, 1970 und 1984 von 51.057, auf 76.650 und letztlich auf 107.996 Einwohner an. Bei einer Volkszählung des Jahres 2002 konnte eine Bevölkerung von 150.229 Einwohnern gezählt werden. Zwischen den Jahren 1960 und 1970 wies der Distrikt damit eine Bevölkerungswachstumsrate von vier Prozent auf. Zwischen 1970 und 1984 sank diese Wachstumsrate auf 2,4 Prozent und schließlich zwischen 1984 und 2002 auf 2,1 Prozent. Damit lag das Bevölkerungswachstum im Distrikt deutlich unter dem regionalen Durchschnitt von 2,5 und dem nationalen Durchschnitt von 2,7 Prozent in der Zeit zwischen 1984 und 2002.
Lediglich die Ortschaften Dormaa Ahenkro, Wamfie, Wamanafo und Nkrankwanta hatten über 1500 Einwohner. Weitere 345 Ortschaften waren im Distrikt gelegen. Die größten Ortschaften lagen alle im nördlichen Teil des Distrikts, das Zentrum des Distrikts war am dünnsten besiedelt. Dies war hauptsächlich in dem dort ausgewiesenen Waldreservat Mpameso Forest Reserve begründet. Insgesamt 31,1 Prozent der Bevölkerung lebte in städtischer Umgebung.
Mit 72 Prozent der Bevölkerung stellte das Christentum die größte Religionsgemeinschaft im Distrikt dar. Weitere 19 Prozent der Bevölkerung waren Muslims und lediglich drei Prozent gehörten traditionellen Religionen an. Die Bevölkerungsgruppe der Altersstufe 15–64 stellte mit 57 Prozent der Gesamtbevölkerung den weitaus größten Bevölkerungsteil. Zwischen 0 und 14 Jahren waren etwa 36 Prozent der Bevölkerung und zur älteren Bevölkerungsgruppe der über 64-Jährigen umfasste etwa 7 Prozent der Gesamtbevölkerung. Auf 10 Frauen im Distrikt kamen nur 9 Männer. Diese Geschlechterverteilung entsprach der nationalen Verteilung, die ebenfalls einen vermutlich auch abwanderungsbedingten Frauenüberschuss aufwies.

## Wirtschaft
Insgesamt 56 Prozent der Bevölkerung arbeiteten im Landwirtschaftssektor. In der Industrie arbeiteten ca. 19 Prozent, im Handel 7,4 Prozent und im Dienstleistungssektor 23,6 Prozent. Ein durchschnittlicher Haushalt gab im Distrikt sein Einkommen zu 6,7 Prozent für Miete, 10,3 Prozent für Bildung, 15,2 Prozent für Gesundheit, 3,4 Prozent für Energie, 6,4 Prozent für Wasser, 44,8 Prozent für Lebensmittel, 7,6 Prozent für Kleidung, 3,5 Prozent für Beerdigungskosten und 2,1 Prozent für verschiedenes aus.
Im Distrikt wurden 56,8 Prozent der Bevölkerung als extrem arm bezeichnet, weitere 17,6 Prozent galten als arm. In ganz Ghana ist die Armut ein wesentliches Problem der Landbevölkerung.
Im Dormaa District war die Landwirtschaft der wichtigste Wirtschaftssektor. Etwa 60 Prozent der berufstätigen Bevölkerung waren in der Landwirtschaft tätig. Beinahe jeder Haushalt im Distrikt hing über wenigstens ein Mitglied von der Landwirtschaft ab. Die Betriebsgröße im Distrikt war eher klein und wurde im Wesentlichen auf der Basis einer Subsistenzwirtschaft betrieben. Im Jahr 2005 waren ca. 23.530 Hektar bebaut worden. Hauptsächlich wurden Mais, Kochbananen, Kassava, Yam, Tomaten und Pfeffer angebaut. Auch Exportgüter wie Kaffee und Kakao wurden angebaut. Die Wirtschaftserlöse der Landwirtschaft wurden vor allem durch den Mangel an geeigneten Warenlagerstätten wie Kühlhäuser negativ beeinträchtigt.
Von der gesamten Brong-Ahafo Region wurde im Dormaa District die größte Geflügelproduktion betrieben. Auch Rinder, Schafe und Ziegen stellten einen wesentlichen Teil der Lebensmittelproduktion.

## Bildung
Im Distrikt hatten 33 Prozent der Bevölkerung über 6 Jahre noch niemals im Leben eine Schule besucht. Damit lag der Distrikt unter dem regionalen Durchschnitt von 42 Prozent. Im Schuljahr 2005/2006 besuchten 81,4 Prozent der Kinder im schulpflichtigen Alter die Grundschule. 2006 waren von den Grundschülern 51,4 Prozent Jungen und 48,6 Prozent Mädchen. In der höheren Schule wie der Junior Secondary School waren nur noch 17 Prozent der Schüler Mädchen. Nur ca. 6,5 Prozent der eingeschulten Kinder erreichte die höheren Klassen nach der Grundschulbildung.
Insgesamt 130 Kindergärten, 171 Grundschulen, 99 Junior Secondary Schools und 6 Senior Secondary Schools (SSS) sowie 2 Handelsschulen wurden eröffnet. Insgesamt 78 Prozent der Schulen waren öffentliche Einrichtungen. Alle SSS und die Handelsschulen lagen in den vier städtischen Zentren Dormaa Ahenkro (4), Wamfie (1), Wamanafo (1) und Nkrankwanta (1).
Im gesamten Distrikt waren 1.972 Lehrer tätig. Davon waren 883 (44,8 Prozent) im Beruf ausgebildet worden. Von den ca. 55,2 Prozent nicht fachspezifisch ausgebildeten Lehrern arbeitete der weit überwiegende Teil in der Vorschule oder Grundschule.

## Gesundheit
Insgesamt 32 Krankenhäuser und Kliniken standen zur Verfügung. In Dormaa Ahenkro war das Distrikt-Krankenhaus gelegen, 3 Gesundheitszentren waren in Wamfie, Dormaa Akwamu und Nkrankwanta, 10 ländliche Kliniken und 4 private Kliniken wurden eröffnet. Weitere 5 private Geburtshäuser, 4 Gemeinschaftskliniken in Wamanafo und Wamfie sowie 84 Gesundheitsagenturen waren über den Distrikt verteilt. Trotz der guten Örtlichkeiten war die personelle Besetzung der Gesundheitszentren und Kliniken nicht ausreichend. Malaria war mit 10,8 Prozent aller Erkrankungen ein wesentliches Gesundheitsproblem im Distrikt.
Die neuen HIV-Infektionen im Distrikt beliefen sich zwischen 2002 und 2005 auf 4,7 Prozent im Jahr 2002, 4,8 Prozent 2003, 4,4 Prozent 2004 und 3,8 Prozent im Jahr 2005. Schätzungen des zweiten Jahresviertels 2006 beliefen sich auf 3,7 Prozent. Der Distrikt lag damit deutlich über dem nationalen Durchschnitt, der sich beispielsweise 2004 auf 2,6 belief.
Im gesamten Distrikt mit den über 150.000 Einwohnern waren lediglich 4 Ärzte mit entsprechend niedrigem Schwesternbestand tätig.

## Wahlkreise
Im Distrikt Dormaa wurden zwei Wahlkreise eingerichtet. Im Wahlkreis Dormaa West errang Yaw Asiedu-Mensah für die New Patriotic Party (NPP) bei den Parlamentswahlen 2004 den Sitz im ghanaischen Parlament. Für den Wahlkreis Dormaa East errang Yaw Atow-Ababio für die NPP die Parlamentswahlen 2004.

## Wichtige Ortschaften
| - Dormaa Ahenkro - Wamfie - Wamanafo - Nkrankwanta - Kyeemasu - Dormaa Akwamu (Awiam) - Amasu | - Asuotiano - Antwirifo - Nsuhia - Aboabo No. 4 - Akontanim - Yaakrom - Kofi Badu Krom | - Asunu No.1 - Diabaa - Krakrom - Kofi Asua - Nsesereso - Asikasu - Danyame |